# Johannes Theodor Horn
Johannes Theodor Horn (* 24. August 1882 in Orsoy; † 11. Dezember 1967 in Bad Bentheim) war ein deutscher reformierter Theologe und langjähriger Kirchenpräsident der damaligen Evangelisch-reformirten Kirche der Provinz Hannover, die ab 1949 Evangelisch-reformierte Kirche in Nordwestdeutschland hieß.
Horn arbeitete nach seiner Ordination im Jahr 1909 zuerst als Gefängnisseelsorger in Wittlich und ab März 1913 als Pfarrer in Nordhorn. Der sehr patriotische Horn meldete sich nach dem Kriegsausbruch 1914 freiwillig als Feldgeistlicher und unterstützte 1917 die Gründung der Deutschen Vaterlandspartei. Während seiner Zeit als Feldgeistlicher freundete er sich mit dem Kaisersohn Prinz Oskar an, mit dem er zeitlebens in Kontakt blieb.
Schon seit 1928 im Landeskirchenvorstand, wurde er im Jahr 1933 zum Kirchenpräsidenten seiner Landeskirche gewählt. In diesem Amt hatte er die Synode zu leiten und zugleich die Kirche nach außen zu repräsentieren. Im Kirchenkampf nahm er, wie der Landessuperintendent Walter Hollweg, eine vermittelnde Haltung ein und befürwortete eine Zusammenarbeit mit den Kirchenausschüssen. In seiner Gemeinde wandte er sich gegen die nationalsozialistischen Deutschen Christen, vermied aber jede Konfrontation mit dem Regime und kam dem Staat bei potentiellen Konflikten immer entgegen. Einer seiner drei Amtskollegen war seit 1933 Parteigenosse. Wegen seiner großen Kompromissbereitschaft war Horn innerhalb der reformierten Geistlichkeit des Bentheimer Landes isoliert, da vor allem der Schüttorfer Pastor Friedrich Middendorff und sein Neuenhauser Amtskollege Anton Rosenboom sehr aktiv in der Bekennenden Kirche waren. Sie forderten bei Konflikten Horns Solidarität ein, erhielten sie aber nicht, da Horn keinesfalls die seelsorgliche Betreuung der Gemeinden gefährden wollte. 
1946 trat er in den Ruhestand.